# CALAF.NET
calaf.net（カラフネット）は、東京新宿区に事務所をかまえるミュージックオフィス。

## 概要
クラシック音楽やクロスオーバーなどのステージを企画・主催・所属アーティストの公演プロデュース、マネージメント、海外アーティストの招聘なども行う。
代表は、オペラ歌手（二期会会員ソプラノ）のチョン・ウォルソン（田月仙）

## 主な所属アーティスト
- チョン・ウォルソン（田月仙）
- 富永峻
- キム・チョルホ
- チェ・ソンヨン
- ヴィタリ・ユシュマノフ